# 埃塞薩 (布宜諾斯艾利斯省)

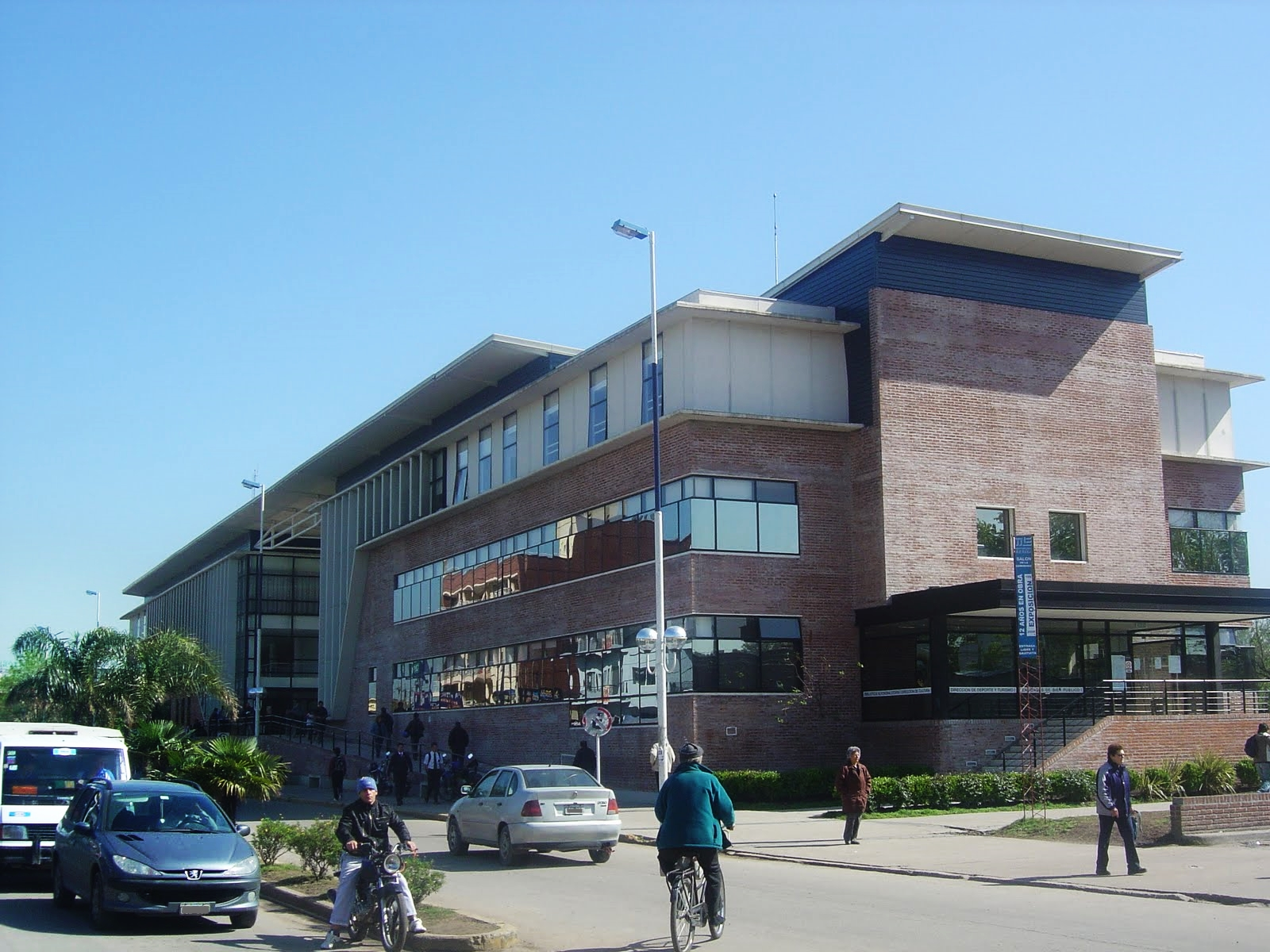
埃塞薩

埃塞薩（Ezeiza）是阿根廷的城鎮，位於該國東部，由布宜諾斯艾利斯省負責管轄，距離首都布宜諾斯艾利斯35公里，始建於1885年7月17日，海拔高度12米，2001年人口93,246。

## 外部連結
- Information from the ministry of internal affairs （西班牙文）
- Ezeiza portal （页面存档备份，存于） （西班牙文）

34°50′S 58°31′W / 34.833°S 58.517°W